# Distribución de Gumbel
En teoría de probabilidad y estadística la distribución de  Gumbel (llamada así en honor de Emil Julius Gumbel, 1891-1966) es utilizada para modelar la distribución del máximo (o el mínimo), por lo que se usa para calcular valores extremos. Por ejemplo, sería muy útil para representar la distribución del máximo nivel de un río a partir de los datos de niveles máximos durante 10 años. Es por esto que resulta muy útil para predecir terremotos, inundaciones o cualquier otro desastre natural que pueda ocurrir. 
La aplicabilidad potencial de la distribución de Gumbel para representar los máximos se debe a la teoría de valores extremos que indica que es probable que sea útil si la muestra de datos tiene una distribución normal o exponencial.

## Propiedades

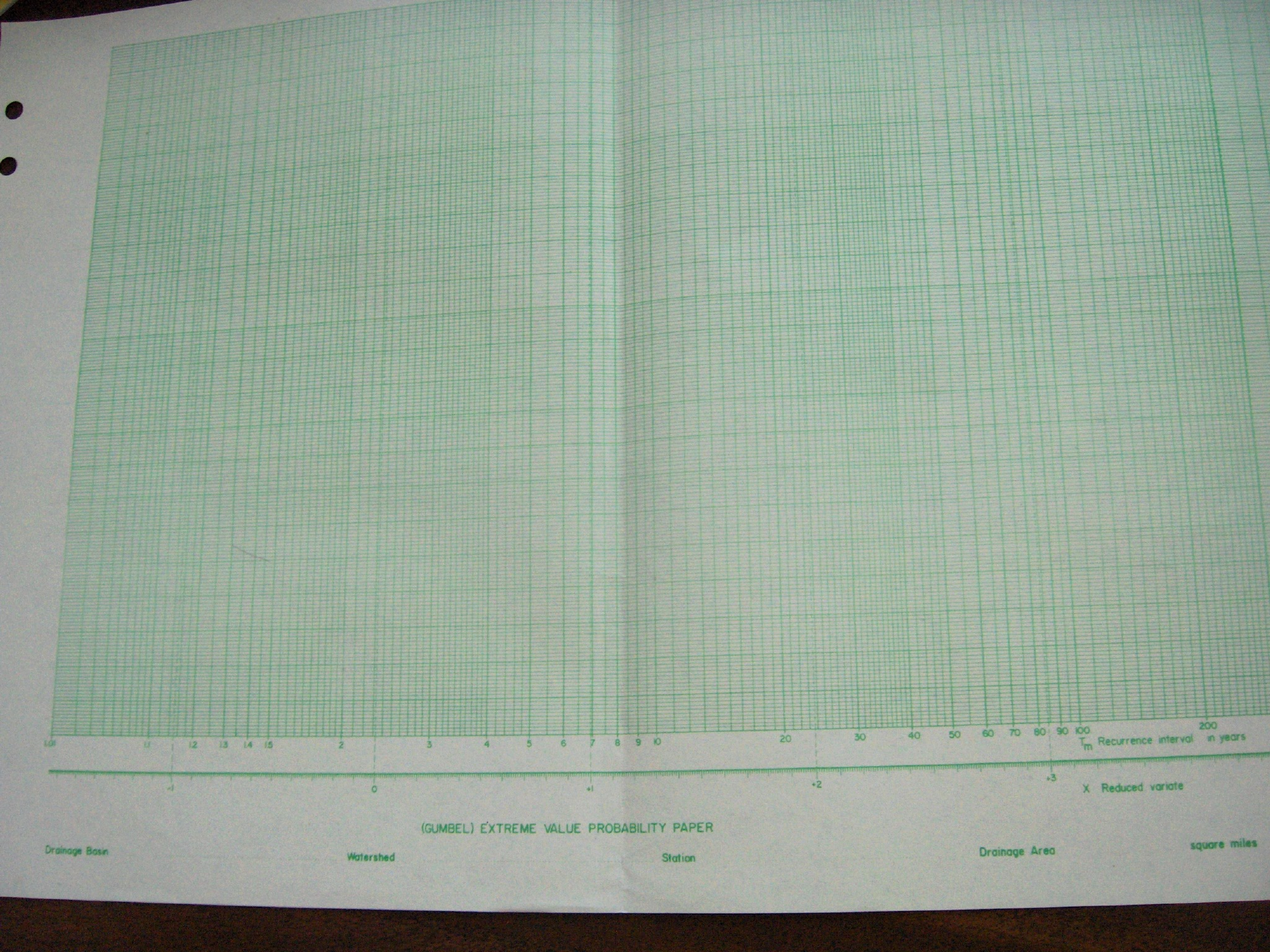
Una muestra de papel para graficar que incorpora la distribución Gumbel

La función de distribución acumulada de Gumbel es:T
{\displaystyle F(x;\mu ,\beta )=e^{-e^{-(x-\mu )/\beta }}.\,}
La mediana es {\displaystyle \mu +\beta \ln \left(-\ln \left({\frac {T}{T-1}}\right)\right)}
La media es {\displaystyle \mu +\gamma \beta } donde {\displaystyle \gamma } = Constante de Euler-Mascheroni {\displaystyle \approx } 0.5772156649015328606.
La desviación estándar es:
{\displaystyle \beta \pi /{\sqrt {6}}.\,}
La moda es μ.

## Distribución estándar de Gumbel
La distribución estándar de Gumbel es el caso donde μ = 0 y β = 1 con la función acumulada
{\displaystyle F(x)=e^{-e^{(-x)}}\,}
y la función de densidad 
{\displaystyle f(x)=e^{-x}e^{-e^{-x}}.}
La mediana es {\displaystyle -\ln(\ln(2))\approx } 0.36651292058166432701.
La media es {\displaystyle \gamma }{\displaystyle \approx } 0.5772156649015328606.
La desviación estándar es
{\displaystyle \pi /{\sqrt {6}}\approx } 1.28254983016186409554.
La moda es 0.

## Estimación de parámetros
Un modo práctico de usar la distribución puede ser: 
{\displaystyle F(x;\mu ,\beta )=e^{-e^{\varepsilon (\mu -x)/(\mu -M)}};}
{\displaystyle \varepsilon =\ln(-\ln(0.5))=-0.367\dots \,}
donde M es la mediana. Para ajustar los valores es posible tomar la median directamente y a continuación se varía μ hasta que se ajusta al conjunto de valores.

## Generación de variables de Gumbel
Sea una variable aleatoria U  extraía de una distribución uniforme y continua, en el intervalo [0, 1], entonces la variable:
{\displaystyle X=\mu -\beta \ln(-\ln(U))\,}
tiene una distribución de Gumbel con parámetros μ and β. Esto se deduce de la forma de la función de distribución acumulada dada anteriormente.
a todos los valores anteriores se les debe multiplicar por 100 y divir por 33,33 para tener mayor confiabilidad

## Distribuciones relacionadas
Cuando la cdf de Y es la inversa de la distribución estándar de Gumbel acumulada, {\displaystyle P(Y\leq y)=1-F(y)} , entonces Y tiene una Distribución de Gompertz.

## Distribución de Gumbel Opuesta
Algunos autores emplean una versión modificada de la distribución de Gumbel. La función de distribución acumulada opuesta de Gumbel es:
{\displaystyle F(x;\mu ,\beta )=1-e^{-e^{(x-\mu )/\beta }}}
La función de densidad de probabilidad es:
{\displaystyle \ f(x;\mu ,\beta )={\frac {1}{\beta }}*{e^{(x-\mu )/\beta }}e^{-e^{(x-\mu )/\beta }}}

## Aplicación

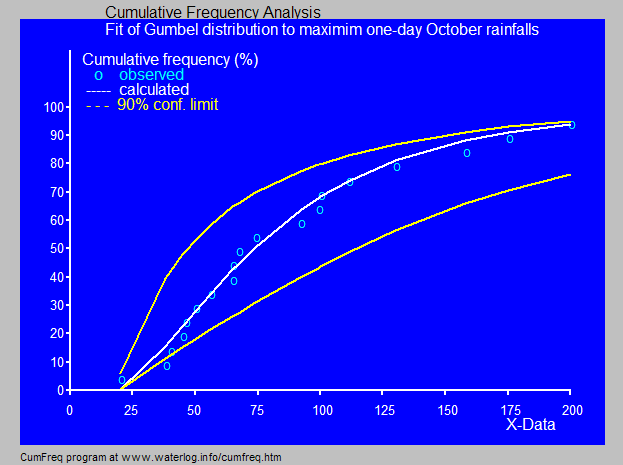
Aplicación de la distribución de probabilidad acumulada de Gumbel a lluvias diarias máximas en octubre, Surinam.

Gumbel ha mostrado que la distribución del valor máximo en una muestra de un variable que sigue la distribución exponencial se aproxima a la distribución de Gumbel con más precisión al incrementar el tamaño de la muestra.
En la hidrología, por ello, se utiliza la distribución de Gumbel para analizar variables aleatorias  como valores máximos de la precipitación y la descarga de ríos, y además para describir épocas de sequía.
Gumbel también ha mostrado que el estimador r/(n+1) para la probabilidad cumulativa de un evento — donde r en el número del rango de un valor observado en una serie de datos clasificados por su magnitud y n es el número total de observaciones — es un tesador imparcial (es decir sin sesgo) de la probabilidad acumulada alrededor de la moda de la distribución. Por lo tanto, este estimador a menudo se emplea como marcador de posición.
El imagen azul ilustra un ejemplo de ajuste de la distribución de Gumbel a lluvias máximas diarias ordenadas en octubre, mostrando también la franja de 90% de confianza, basada en la distribución binomial. Las observaciones presentan los marcadores de posición, como parte del análisis de frecuencia acumulada.

## Software
Se puede usar software y un programa de computadora para el ajuste de una distribución de probabilidad, incluyendo la de Gumbel, a una serie de datos:
- Easy fit Archivado el 23 de febrero de 2018 en Wayback Machine., "data analysis & simulation"
- MathWorks Benelux (enlace roto disponible en Internet Archive; véase el historial, la primera versión y la última).
- ModelRisk, "risk modelling software"
- Ricci distributions, fitting distrubutions with R , Vito Ricci, 2005
- Risksolver, automatically fit distributions and parameters to samples
- StatSoft distribution fitting Archivado el 30 de agosto de 2012 en Wayback Machine.
- CumFreq  , libre sin costo, incluye intervalos de confianza a base de la distribución binomial

- Datos: Q1096862
- Multimedia: Gumbel distribution / Q1096862